# An Awful Moment
Pour plus de détails, voir Fiche technique et Distribution.
An Awful Moment est un film muet américain réalisé par D. W. Griffith, sorti en 1908.

## Synopsis
Une bohémienne se venge du juge qui l'a envoyée en prison. Celui-ci en échappe de peu.

## Fiche technique
- Titre : An Awful Moment
- Réalisation et scénario : D. W. Griffith
- Société de production et de distribution : American Mutoscope and Biograph Company[1]
- Photographie : Arthur Marvin
- Pays :  États-Unis
- Format[2] : Noir et blanc - Muet - 1,33:1 - 35 mm[3],[4]
- Longueur de pellicule : 737 pieds (225 mètres[3])
- Durée : 12 minutes (à 16 images par seconde)[2]
- Date de sortie : 18 décembre 1908

## Distribution
Les noms des personnages proviennent de l'Internet Movie Database.
- Linda Arvidson : la domestique
- Marion Leonard : Fiammetta, la femme de Matteo
- Kate Bruce
- Gladys Egan : la fille des Mowbray
- Mack Sennett : un policier / l'homme au tribunal
- Charles Gorman
- Florence Lawrence : Mme Mowbray
- Dorothy Bernard
- Florence Barker
- Dorothy West
- George Gebhardt : Matteo Rettazzi / un policier[4],[5]
- Harry Solter : Juge Mowbray[4],[5]
- Gertrude Robinson : la femme au tribunal[4],[5]
- Adele DeGarde[4]

## Autour du film
Les scènes du film ont été tournées les 19 et 21 novembre 1908 dans le studio de la Biograph et sur la 14e rue à New York.
Une copie du film est conservée à la Bibliothèque du Congrès.